# Tutiló de Sankt Gallen
Tutiló o Tutiló de Sankt Gallen (Irlanda, ca. 850 — Abadia de Sankt Gallen, ca. 915) fou un monjo benedictí, destacat músic, pintor miniaturista i poeta. És venerat com a sant per l'Església catòlica.

## Biografia
Nascut a Irlanda, era un home cepat, alt i fort. Va ésser educat a l'Abadia de Sankt Gallen, fundació de monjos irlandesos, i s'hi quedà com a monjo. Va ésser amic de Notker el Quec, amb qui estudià música sota Moengal. Cap al 900 va visitar l'abadia de Sankt Alban de Magúncia, també de benedictins. Allí aconseguí dues plaques d'ivori i les portà a Sankt Gallen, on va tallar-les per a fer-ne les cobertes d'un llibre litúrgic, l'Evangelium Longum.
Tutiló era un artista polifacètic: era orador, poeta, arquitecte, pintor, escultor, orfebre i mecànic, a més de músic. Tocava diversos instruments, entre els quals l'arpa. Ens ha arribat, en un manuscrit de Sankt Gallen de l'època de Tutiló, un trop cantat com a introit de la missa del diumenge de Pasqua que marca els orígens del drama eclesiàstic. La majoria de les seves composicions, però, s'han perdut; els trops conservats a Sankt Gallen podrien ésser seus, però no van signats ni atribuïts, llevat de l'Hodie est cantandus.
Va ésser sebollit a la capella de Santa Caterina de l'abadia de Sant Gal, després anomenada en honor seu. La seva festivitat litúrgica és el 28 de març.

## Obres
Hi ha pintures seves a Constança (Alemanya), Metz, Sankt Gallen i Magúncia, especialment als còdexs provinents de Sankt Gallen. Entre les obres atribuïdes a Tutiló, en tot o en part, hi ha quatre còdexs conservats a la Sankt Gallen Stiftsbibliothek:
- Còdex Sang. 53, amb l'enquadernació en ivori de l'Evangelium longum, tallada pel monjo.[1]
- Còdex Sang 382 (reproducció del còdex) amb alguns trops de Tutiló.
- Còdex Sang. 484 o Tropari de Sankt Gallen,[2] amb el conegut himne Hodie est cantandus ...
- Còdex Sang. 546, Collectio Gallensis troporum et sequentiarum.[3]

A Magúncia va fer un altar, i un altre a Metz, ambdós perduts.

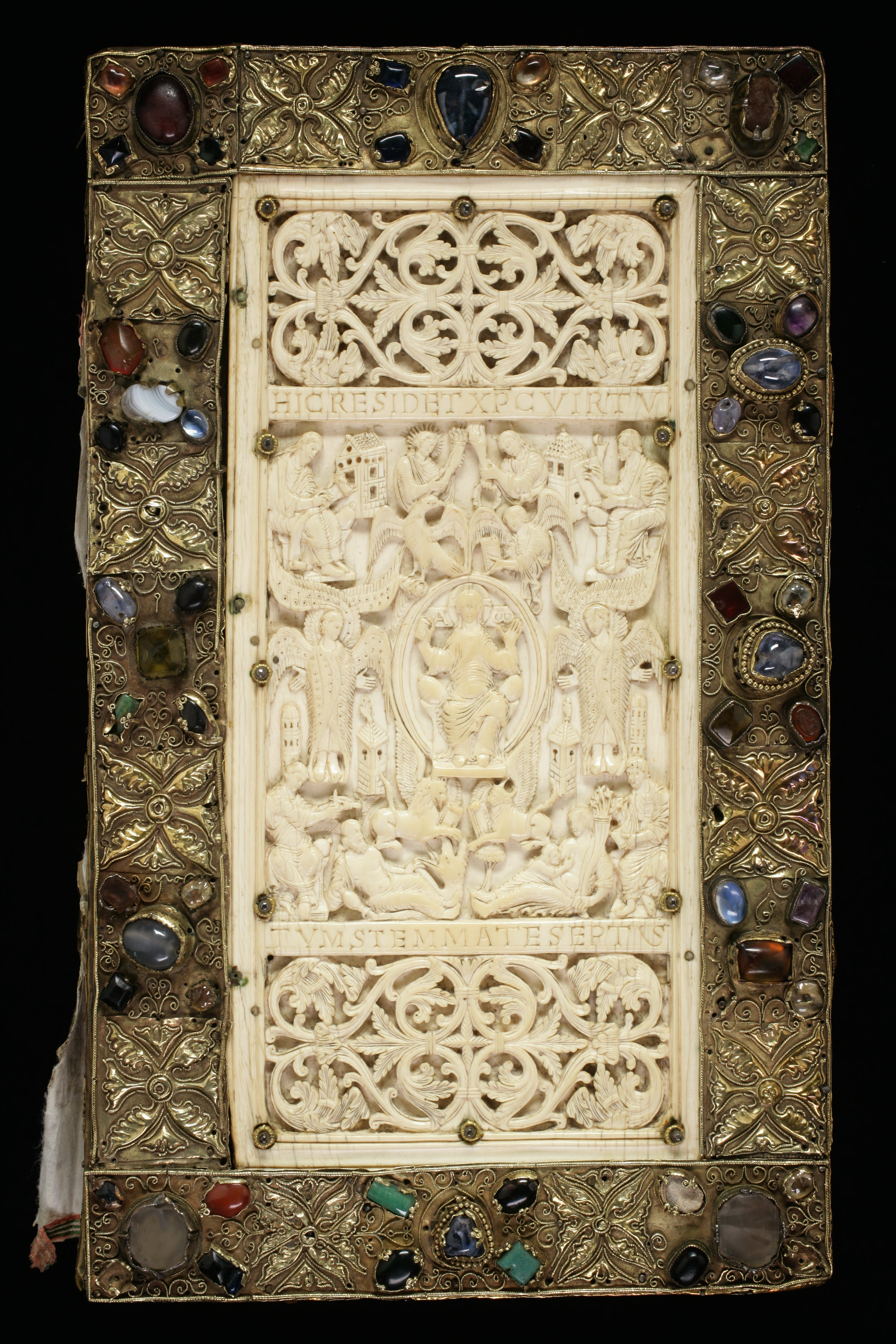
Coberta de l'Evangelium longum, Cod. Sang. 53
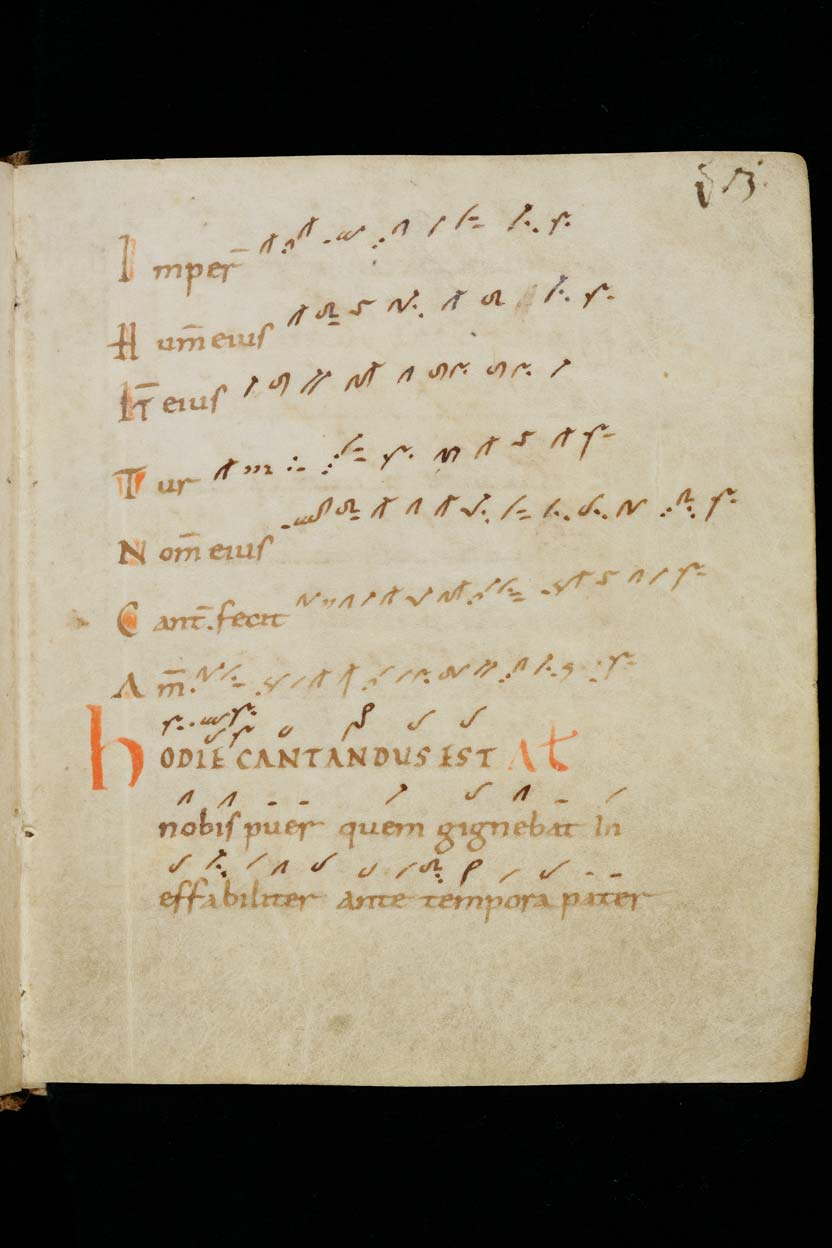
Trop al Cod. Sang. 484
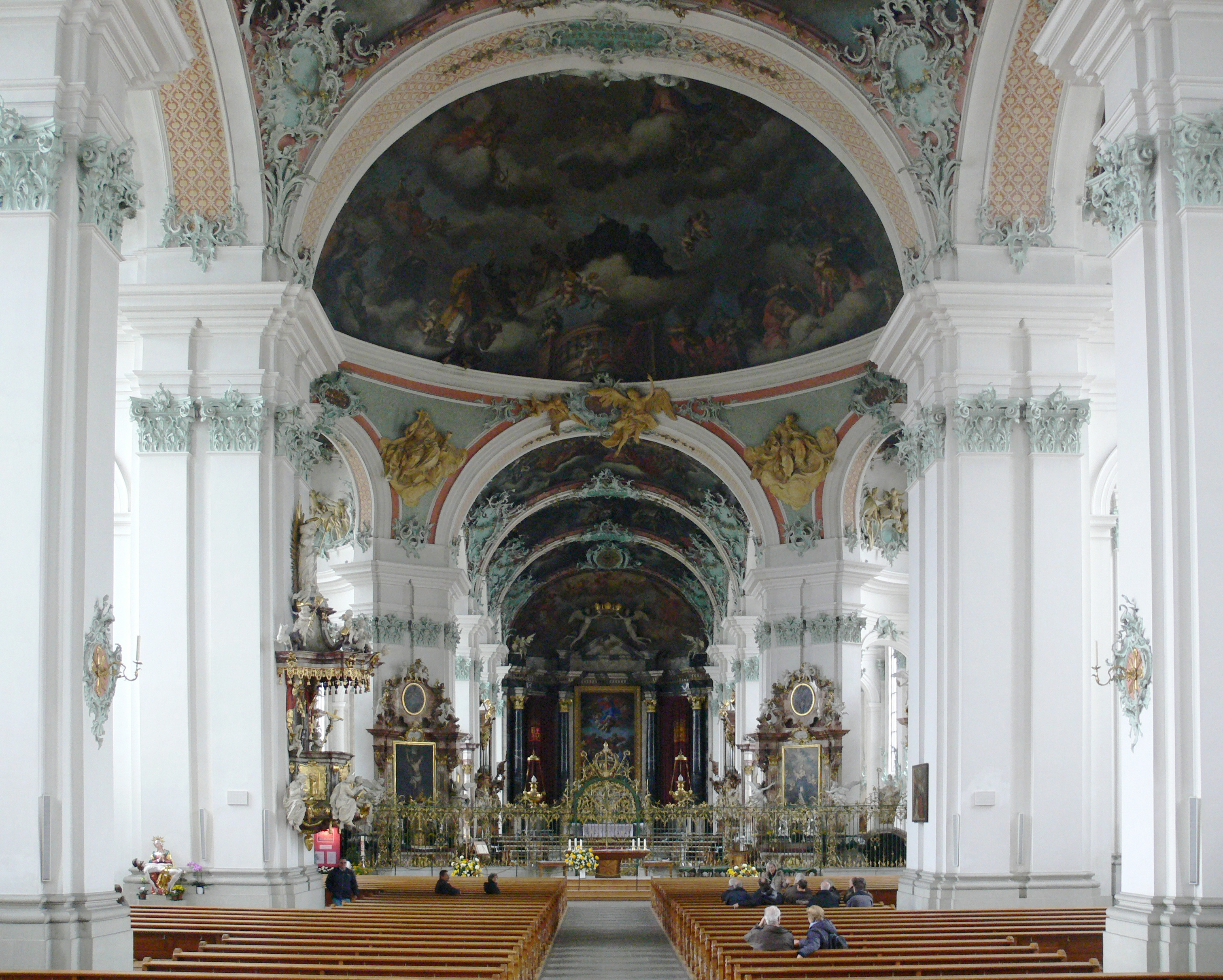
Església del monestir de Sankt Gallen en l'actualitat